# 電子スピン共鳴

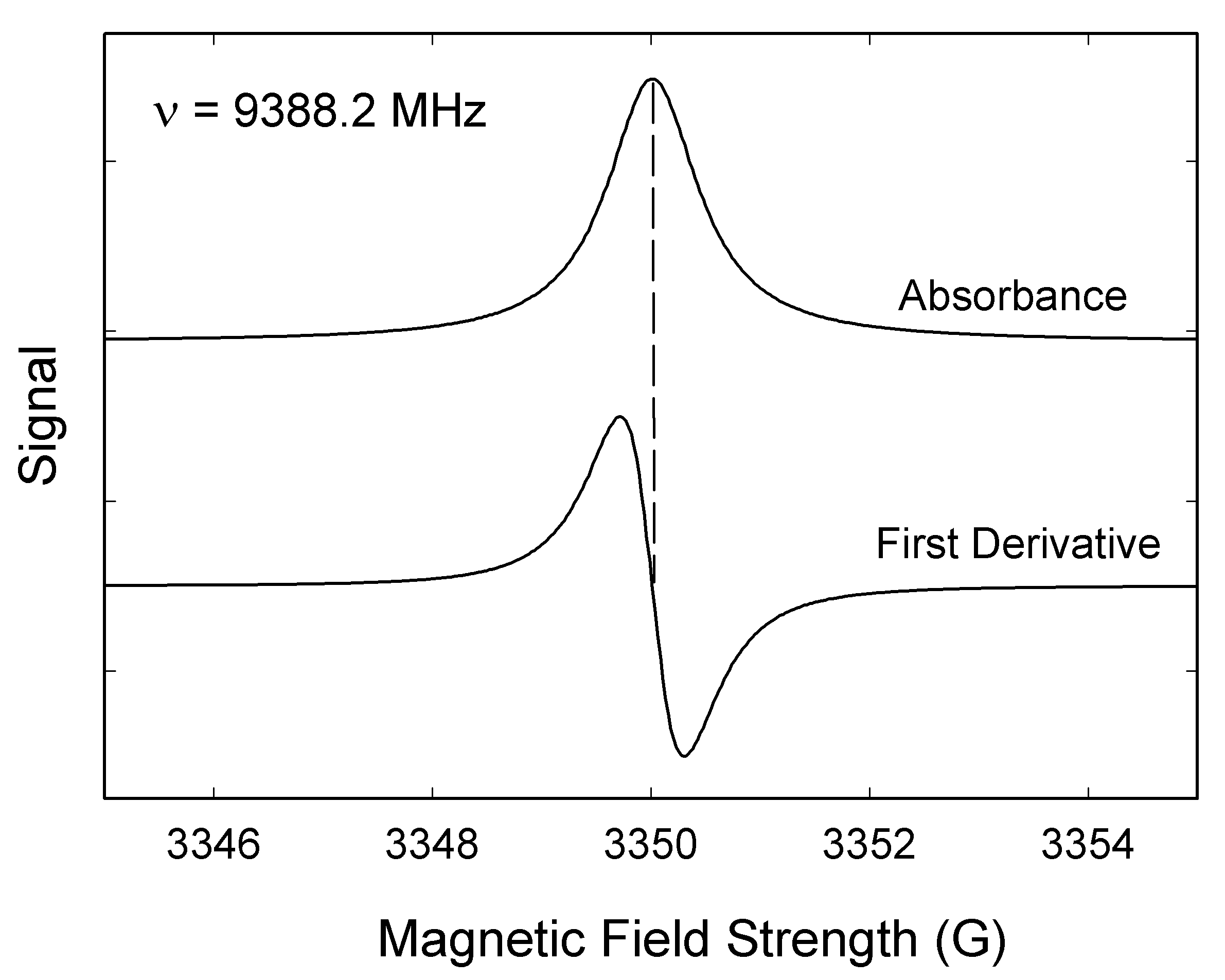
電子スピン共鳴スペクトルの例。横軸に磁場の強さ、縦軸に吸収の大きさをとる。一般的にはスペクトルの微分（下）で表す。

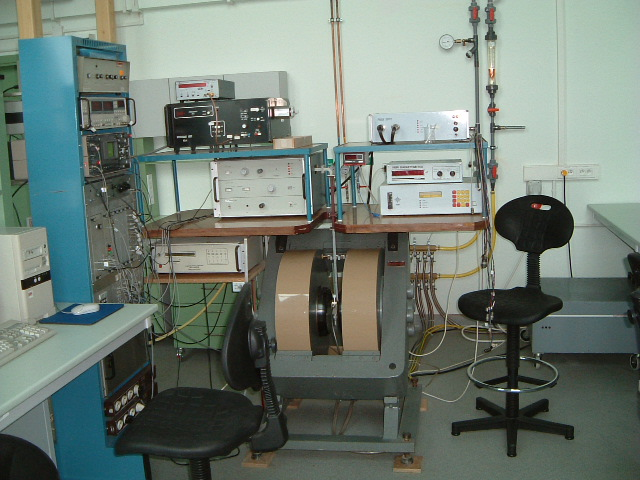
ESRスペクトロメーター。中央に2つ並んだ円筒形の電磁石の間にサンプルをセットし、磁場を印加する。

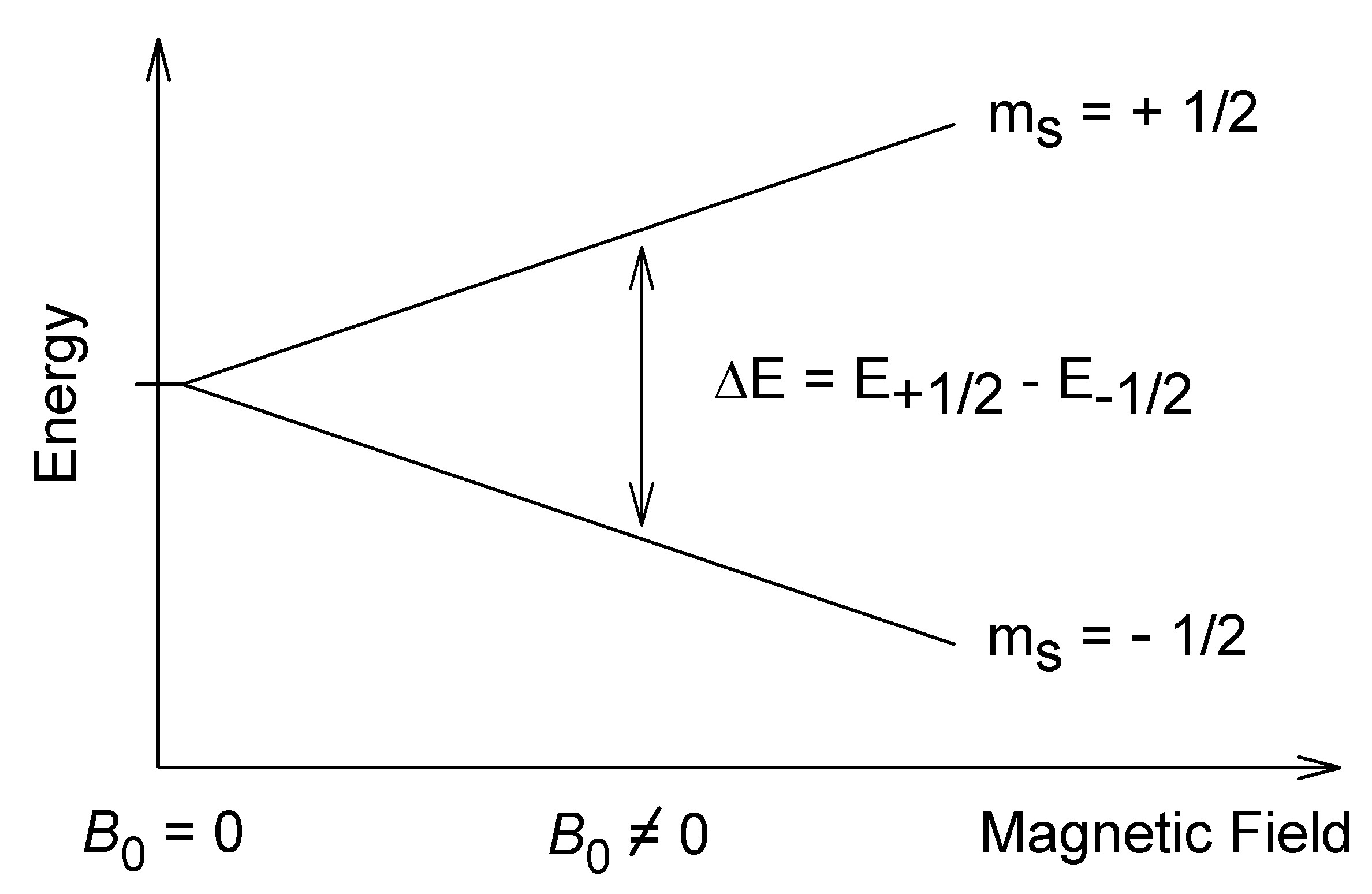
磁場中では、電子のエネルギー準位は電子スピンの影響で分離し、マイクロ波を吸収すると励起する。

電子スピン共鳴（でんしスピンきょうめい: Electron Paramagnetic Resonance、略称EPR、Electron Spin Resonance、略称 ESR）は不対電子を検出する分光法の一種。遷移金属イオンもしくは有機化合物中のフリーラジカルの検出に用いられる。

## 原理
磁場の影響下に置かれた試料中の不対電子は、ある特定のエネルギーを持つ（周波数の）マイクロ波を共鳴吸収し、高いエネルギー準位へと遷移する。この現象を利用することで不対電子の検出を行うのが電子スピン共鳴である。
電子スピン共鳴は、電子スピン系が交流磁場に対して示す応答である。そこで吸収曲線は、複素アドミッタンスの虚数部で表される。

## 測定
原理から想像される装置の構造は、ある特定の磁場に置かれた試料に対し、照射するマイクロ波の周波数を連続的に変化させる物である。しかしながら、装置が考案された当時マイクロ波の周波数を連続的に変化させる機構の利用は困難であったため、一定の周波数のマイクロ波を試料に照射し、試料に与える磁場を電磁石を用いて連続的に変化させる装置が開発された。現在のESR測定装置もこの形式を採っている。
安定な不対電子を持つ無機試料などでは常温で検出されるが、ライフタイムの短い不対電子の検出には液体窒素（77K）や液体ヘリウム（4.2K）を用いて試料を冷却する温度調節装置（クライオスタット）を用いて検出を行うことも有る。
検出されたシグナルの同定には、照射されたマイクロ波の周波数と、シグナルが検出された磁場の強度から算出されるg値が用いられる。

## EPRとNMR
不対電子の検出法としては非常に有効であるが、たいていの安定な有機化合物は閉殻構造をとっており不対電子を持たないので、EPRは核磁気共鳴 (NMR) に比べると適用範囲が狭い。
この手法の最も基本的な物理的概念はNMRと同様であるが原子の核スピンの代わりに電子のスピンが励起される。原子核と電子とでは質量が異なるため、NMRに比べ低磁場、高周波数で測定が行われる。磁場が0.3テスラの場合、スピンの共鳴は10GHzで起こる。

## 応用
EPRは固体物理学においてはラジカルの帰属および定量に用いられる。また、生物学や医学の分野で生物学的スピンプローブの標識として用いられ、化学の分野においては反応経路の追跡および錯体化学などで用いられる。
考古学や古生物学では、放射線によって古ければ古いほど不対電子の量が多いので、化石の骨や鍾乳石の年代を測定するのに利用されている。
ラジカルは反応性が高く、生物学的環境ではたいていの場合あまり高濃度では存在せず、ラジカルに1電子を奪われた分子が他の分子から電子を引き抜くとその分子がさらにラジカルを形成するので反応は連鎖的に進行する。細胞の特定部位にくっつく反応性の低いラジカルが開発されたおかげでいわゆるスピンラベルもしくはスピンプローブ分子の環境についての情報を得ることが可能になった。
生化学の分野では、電子伝達に関与するタンパク質の持つ金属クラスター中の不対電子検出に用いられる。例えば、光合成関係の研究では光化学反応中心やフェレドキシンなどの持つ鉄硫黄クラスターの検出に用いられてきた。
より詳細な分析には高磁場高周波数の分析機器が必要になることもある。そのような機器は中規模の実験室にはなく、フランスのグルノーブル (Grenoble) の ILL (Institut Laue-Langevin)、およびアメリカのタラハシー (Tallahassee) にそれぞれ設置されている。

## 基本論文・教科書
- "Paramagnetic resonance and magnetic energy levels in chrome alum",Bagguley D M S & Griffiths J H E. ,Nature 160:532-5, 1947.
- "Paramagnetic resonance at low temperatures in chromic alum",Bleaney B & Penrose R P. ,Proc. Phys. Soc. London A 60:395, 1948.
- Theory of the Nuclear Hyperfine Structure of Paramagnetic Resonance Spectra in CrystalsA. Abragam, M. H. L. Pryce,Published 22 January 1951. DOI: 10.1098/rspa.1951.0022
- The Dipolar Broadening of Magnetic Resonance Lines in Crystals,J. H. Van Vleck,Phys. Rev. 74, 1168 – Published 1 November 1948
- Exchange Narrowing in Paramagnetic ResonanceP. W. Anderson and P. R. Weiss,Rev. Mod. Phys. 25, 269 – Published 1 January 1953
- Principles of Magnetic ResonanceSlichter, Charles,Springer
  - ｢磁気共鳴の原理」、 益田義賀訳 シュプリンガー・フェアラーク東京 1998年、岩波書店 1979年刊の改訂。初版は岩波書店1966年。
- "Electron paramagnetic resonance of transitionions",Abragam A & Bleaney B.,Oxford, England: Oxford University Press, 1970. 700 p. [Ecole Normale. Paris,France, and Clarendon Laboratory, University of Oxford. England]
- "Principles of Nuclear Magnetism (International Series of Monographs on Physics)",Abragam A, Clarendon Press , 1983
  - 「核の磁性」、富田和久訳,田中基之訳、朝倉書店1966年。1961年版原著の翻訳。